# Янович Євген Володимирович
Євген Володимирович Янович (нар. 4 травня 1991, Житомир) — український актор, сценарист та співзасновник студії «Мамахихотала».

## Ранні роки
Народився у Житомирі, де навчався у СШ № 19 та у Ліцеї №1. У 2008 році вступив у НТУУ «Київський політехнічний інститут імені Ігоря Сікорського» на факультет інформатики та обчислювальної техніки, але згодом перевівся на міжуніверситетський медико-інженерний факультет.

## Кар'єра
В студентські роки Євген грав за команду КВК «Збірна КПІ», на основі якої й було засновано студію «Мамахихотала».
З 2012 року регулярно починає з'являтись у різних телевізійних проєктах: КВК на Першому Національному, «Бійцівський клуб» на ТЕТ, «Янык жжёт» на TVI.
У 2013 році студія «Мамахохотала» запустила вечірнє шоу на каналі НЛО TV, яке є топовим продуктом як студії, так і телеканалу. Євгеній є одним з провідних акторів студії.
У 2013—2014 роках Євген отримав головну роль у молодіжному серіалі «Як гартувався стайл», паралельно бувши й сценаристом проєкту.
У 2015 році став першим українським коміком, який робить сольний телевізійний концерт у жанрі стенд-ап.
У 2017 на екрани українських кінотеатрів вийшов фільм «Інфоголік» з Яновичем у головній ролі. Також він був одним зі сценаристів даної комедії.
З 2018 року є актором ситкому «Куратори».
У 2019 знявся у повнометражному фільмі «Віддана» та серіалі «Svoekino»
Окрім телевізійних проєктів, Янович має відношення до великої кількості успішних інтернет-кейсів: «Это так похоже на…», «Олег Маслюк. Мер села.», «Нова Поліція»,  «ЗНО з акторами», «Fuck Facts», «4ПОКЕР».
Паралельно з основною діяльністю, Євгеній три сезони підряд у прямому ефірі коментував матчі плей-оф Ліги Чемпіонів та Ліги Європи на НЛО TV. Часто виступає футбольним експертом.
У жовтні 2019 року Янович зіграв роль найкращого друга (Гуся) головного героя (Yarmak), у серіаліті «Своє кіно» (стилізовано як Svoekino).
У 2020 році планується виробництво та вихід ще двох повнометражних фільмів з Євгеном у головній ролі: «Інфоголік 2» та «Бурштинові копи».

2022 року разом із блогером Спартаком Субботою записував подкасти «Подкаст терапія». Восени вони двічі їздили в тур Україною. Після виходу розслідування про Субботу, Янович зазначив:
«Моя думка: я був професійно опрацьований брехуном. Навіть якщо Спартак виграє суд, моя думка не зміниться. Занадто багато непотрібної патологічної брехні я дізнався[…] Моє бажання: вберегти якомога більшу кількість людей від впливу Спартака. Адже більшість прихильників підпадають зараз під дію „підтверджувального упередження“. Коли інтерпретують інформацію таким чином, щоб вона збігалася із власними попередніми враженнями про Спартака Субботу».
4 травня 2023 року змінив формат свого Youtube, і розпочав шоу «20:23» в якому запрошував різноманітних гостів до розмови. Долучався до волонтерських зборів на підтримку ЗСУ.

## Фільмографія

### Актор
- 2013 — 2014 — Як гартувався стайл
- 2017 — Інфоголік
- 2018 — Куратори
- 2019 — SVOEKINO
- 2020 — Віддана
- 2021 – Бурштинові копи
- 2021 — Небезпечна передача
- 2024 — Збори ОСББ
- 2025 — Батьківські збори

### Сценарист
- 2013—2014 — Як гартувався стайл
- 2017 — Інфоголік